# رایان بنت (بازیکن فوتبال)
رایان بنت (انگلیسی: Ryan Bennett؛ زادهٔ ۶ مارس ۱۹۹۰) بازیکن فوتبال اهل انگلستان است.